# Piptadenia micracantha
Piptadenia micracantha är en ärtväxtart som beskrevs av George Bentham. Piptadenia micracantha ingår i släktet Piptadenia och familjen ärtväxter. Inga underarter finns listade i Catalogue of Life.